# Robledo (Medellín)
La Comuna n.º 7 Robledo es una de las 16 comunas de la ciudad de Medellín, capital del Departamento de Antioquia. Se encuentra ubicada en la zona noroccidental de la ciudad. Limita por el norte con la Comuna n.º 6 Doce de Octubre y por el oriente con la Comuna n.º 5 Castilla y el Río Medellín; por el sur con la Comuna n.º 11 Laureles-Estadio, la Comuna n.º 12 La América y Comuna n.º 13 San Javier; y al occidente con el Corregimiento de San Cristóbal. 

## Historia

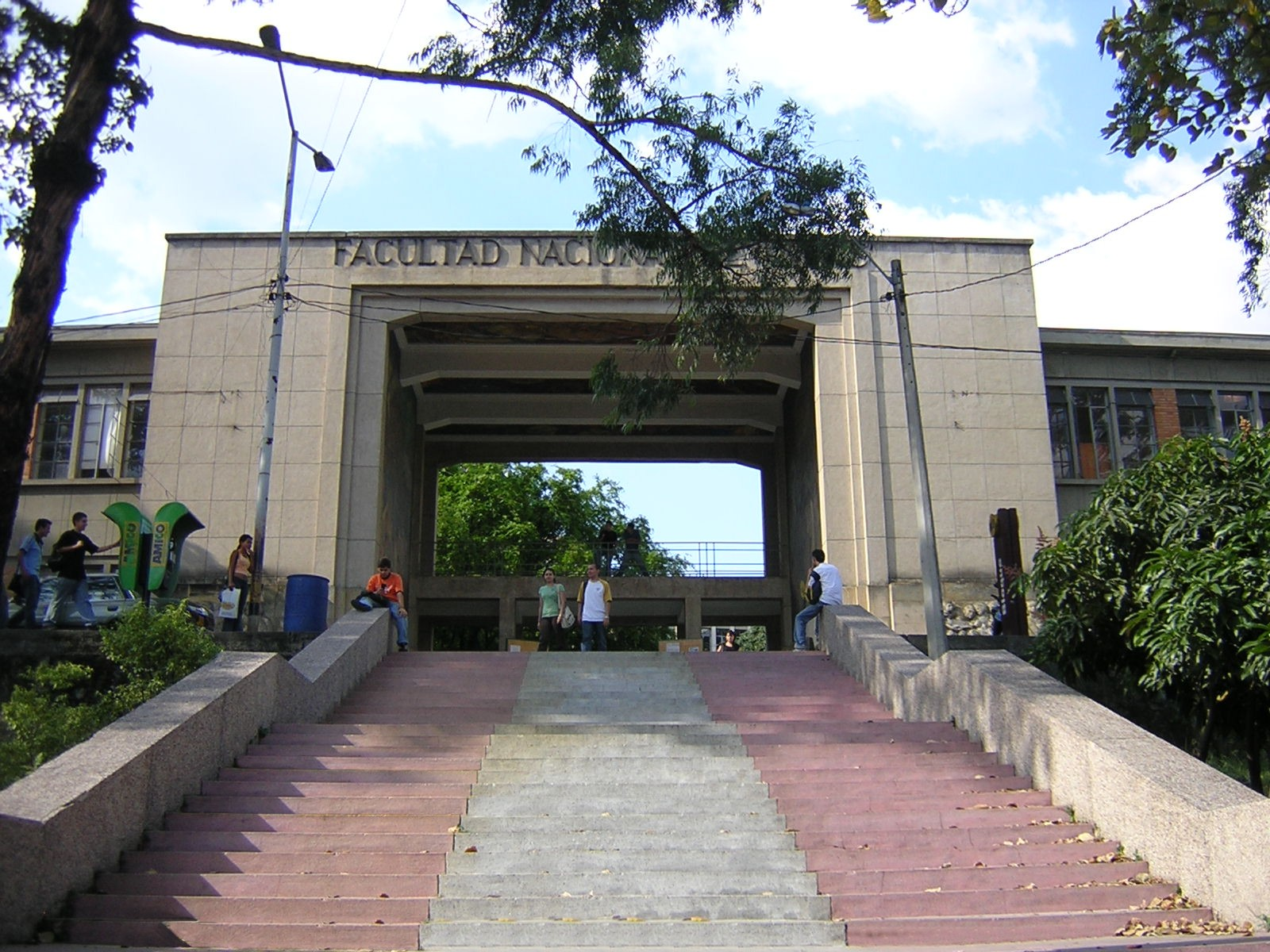
Facultad de Minas.

Se llama así en honor al mariscal Jorge Robledo, en lo que actualmente se llama San Germán se asentó en el siglo XVII un núcleo de población al mando de Jerónimo Luis Tejelo en el denominado Tambo de Aná; este poblado fue arrasado en 1880 por una avalancha de la quebrada La Iguaná, hecho que determinó su traslado al actual barrio Robledo en busca de terrenos más seguros. Hasta 1938 Robledo fue corregimiento de Medellín, estaba ocupado por fincas de familias pudientes de la ciudad, exceptuando el casco urbano que estaba poblado por artesanos.

## Geografía
El área total de Robledo es de unos 938.22 hectáreas, presenta una topografía quebrada, especialmente hacia el occidente, predominando las pendientes entre el 13.0% y el 36.0%. Se destaca el Cerro El Volador como el más importante accidente geográfico, además de ser un punto de referencia a nivel de la Comuna y de la ciudad.
Existen cuatro quebradas;  La Quintana, La Malpaso, La Moñonga y La Iguaná, que inciden en forma directa en las características topográficas de la Comuna. Por el mal manejo que se les ha dado a sus cuencas, estas quebradas se han convertido en fuentes de problemas de seguridad por las periódicas inundaciones en época de invierno.
De estas la más importante es La Malpaso  puesto que atraviesa la comuna casi en su centro geográfico, además a esta  le desemboca el sistema hidrográfico de las quebradas La Moñonga-El Chumbimbo, convirtiéndose así en la cuenca más grande de Robledo y del noroccidente de Medellín. 

## Demografía
| Rango de edad | n.º de habitantes | % Porcentaje |
| ------------- | ----------------- | ------------ |
| 0 - 14        | 46.646            | 29.1         |
| 15 - 39       | 71.105            | 44.4         |
| 40 - 64       | 35.499            | 21.1         |
| 65 y más      | 6.685             | 4.1          |
| Total         | 159,935           | 100.0        |

De acuerdo con las cifras presentadas por el Anuario Estadístico de Medellín de 2005, Robledo cuenta con una población de 159,935 habitantes, de los cuales 75,491 son hombres y 84,444 son mujeres. Como puede observarse en el cuadro, la gran mayoría de la población está por debajo de los 39 años (73.5%) del cual el mayor porcentaje lo aporta la población adulta joven (44.4%) con rango de edad de 15 a 39 años. Sólo un 4.1% representa a los habitantes mayores de 65 años es decir la población de la tercera edad.
Según las cifras presentadas por la Encuesta Calidad de Vida 2005 el estrato socioeconómico que predomina en Robledo es el 2 (bajo), el cual comprende el 58.8 % de las viviendas; seguido por el estrato 3 (medio-bajo), que corresponde al 21.8 %; le sigue el estrato 4 con el 9.8 %; después le sigue estrato 1 (bajo-bajo) con el 8.7 %, y el restante 0.8% lo conforma el estrato 5 (medio-alto).
Robledo se desarrolla en una extensión de 938.22 hectáreas, con una densidad de 170 habitantes por hectárea.

### Etnografía
Según las cifras presentadas por el DANE del censo 2005, la composición etnográfica de la comuna es: 
- Mestizos y blancos (96%)
- Afrocolombianos (3,9%)
- Indígenas (0,1%)

## División

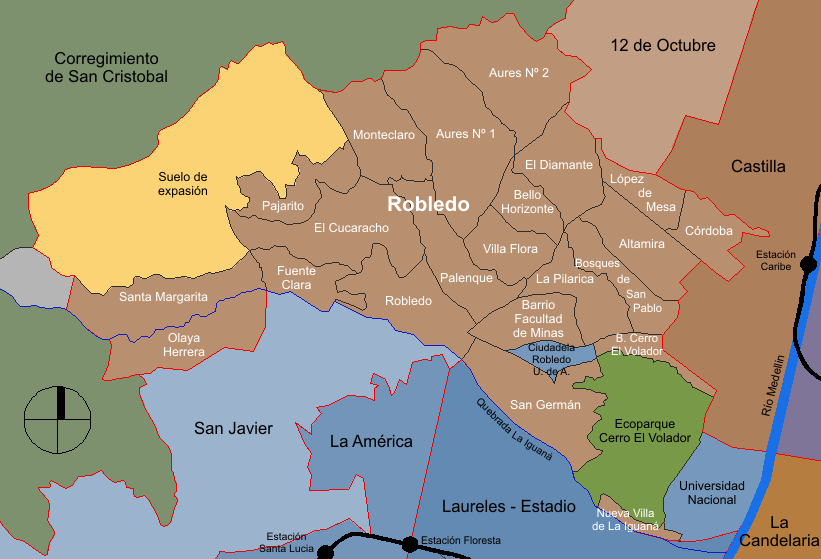
Robledo, división barrial.

La Comuna Robledo está conformada por 25 barrios y 4 áreas institucionales: 
| - Barrio Cerro El Volador - San Germán - Barrio Facultad de Minas - La Pilarica - Bosques de San Pablo - Altamira - Córdoba - López de Mesa - El Diamante - Miramar | - Aures n.º 1 - Aures n.º 2 - Bello Horizonte - Villa Flora - Palenque - Robledo - Cucaracho - Fuente Clara - Santa Margarita | - La Campiña - La Huerta - Olaya Herrera - Pajarito - Monteclaro - Nueva Villa de La Iguaná - Ciudadela Robledo U.de A. (área institucional) - Universidad Nacional (área institucional) - Parque natural regional Metropolitano Cerro El Volador (área institucional) |

## Economía y usos del suelo

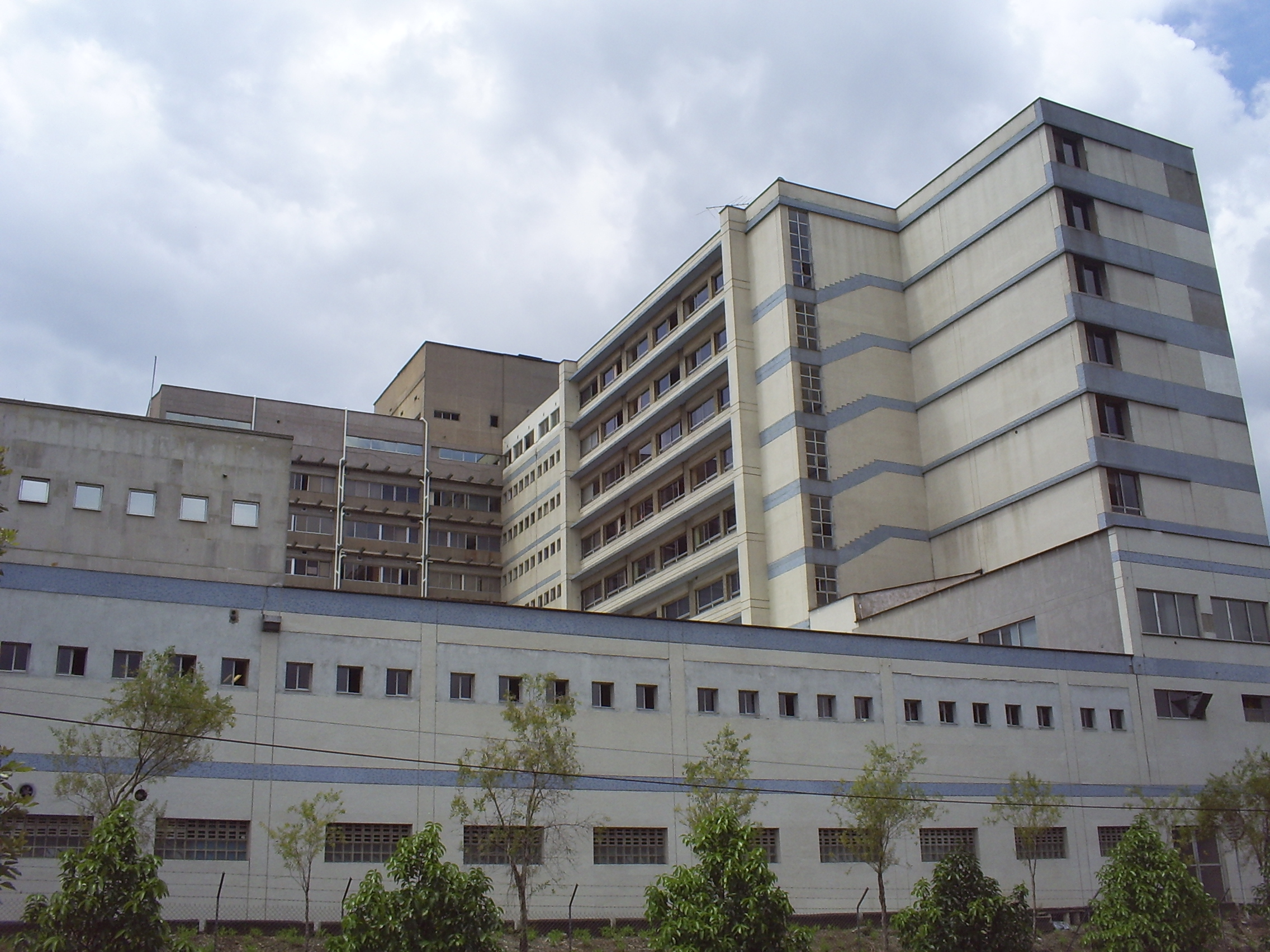
Hospital Pablo Tobón Uribe.

La comuna Robledo es principalmente un sector residencial, por lo cual carece de estructura económica plenamente desarrollada, solo se presenta comercio básico y servicios complementarios a la vivienda, especialmente por los principales corredores viales y centros de barrio. Robledo tiene una buena infraestructura en materia de servios hospitalarios y universitarios, en su perímetro se encuentran la Clínica Santa María, el Hospital Pablo Tobón Uribe, la Universidad Santo Tomás, la Universidad Nacional de Colombia con sus dos campus, la Ciudadela Robledo de la Universidad de Antioquia, el Tecnológico de Antioquia, el Colegio Mayor de Antioquia, la Institución Universitaria ESUMER, el Instituto Tecnológico Metropolitano, la Escuela de Ingenieros y la Facultad de Medicina de la UPB, entre otros.

## Infraestructura vial y transporte
Debido a la forma como se realizó el proceso de poblamiento de la Comuna y a sus características topográficas, se generaron núcleos inconexos con una trama vial discontinua y con altas pendientes. Para conectar los barrios a las arterias se construyeron vías que constituyen el elemento estructurante a nivel vial y de transporte. Las más importantes por sus especificaciones, continuidad y flujo vehicular son las calles 65, 74, 78B y 80, la transversal 74 y las carreras 64C (Autopista Norte), 65, 80 y 88.
Los procesos de urbanizaciones a través de normas mínimas, han generado vías de muy bajas especificaciones y en algunos casos peatonales sin posibilidades a nivel de tránsito vehicular. 
A nivel de transporte público la comuna cuenta con buen cubrimiento, tiene siete rutas que conectan la Comuna con otras áreas de la ciudad, especialmente con el centro, además algunas rutas de las Comunas 5 y 6 que la cruzan y otras que atraviesan por la Carrera 80 hacia el Doce de Octubre.
Las rutas que cubren son: 250 (Villa Flora), 250A (La campiña, Pajarito y la Huerta) 251 (Las margaritas) 252 (Kennedy) 253 (Aures) 260 (López de mesa - El Diamante - Villa Sofía), 267 (Bello Horizonte) y 285 (París-Los Colores - Doce de Octubre). En la comuna n.º 7 también pasan otras rutas como: Ruta de la salud 308 y 309. También Circular Coonatra en ambos sentidos 300 y 301, al igual que Rápido San Cristóbal 255, al igual que Trans Medellín 402, 254, 289, 288, 282. También pasan los buses que van a los municipios del norte que son: Expreso Belmira y coopetransa. Y para el occidente Sotra Urabá, Gómez Hernández, cootransuroccidente y cootrasana.

## Sitios de interés

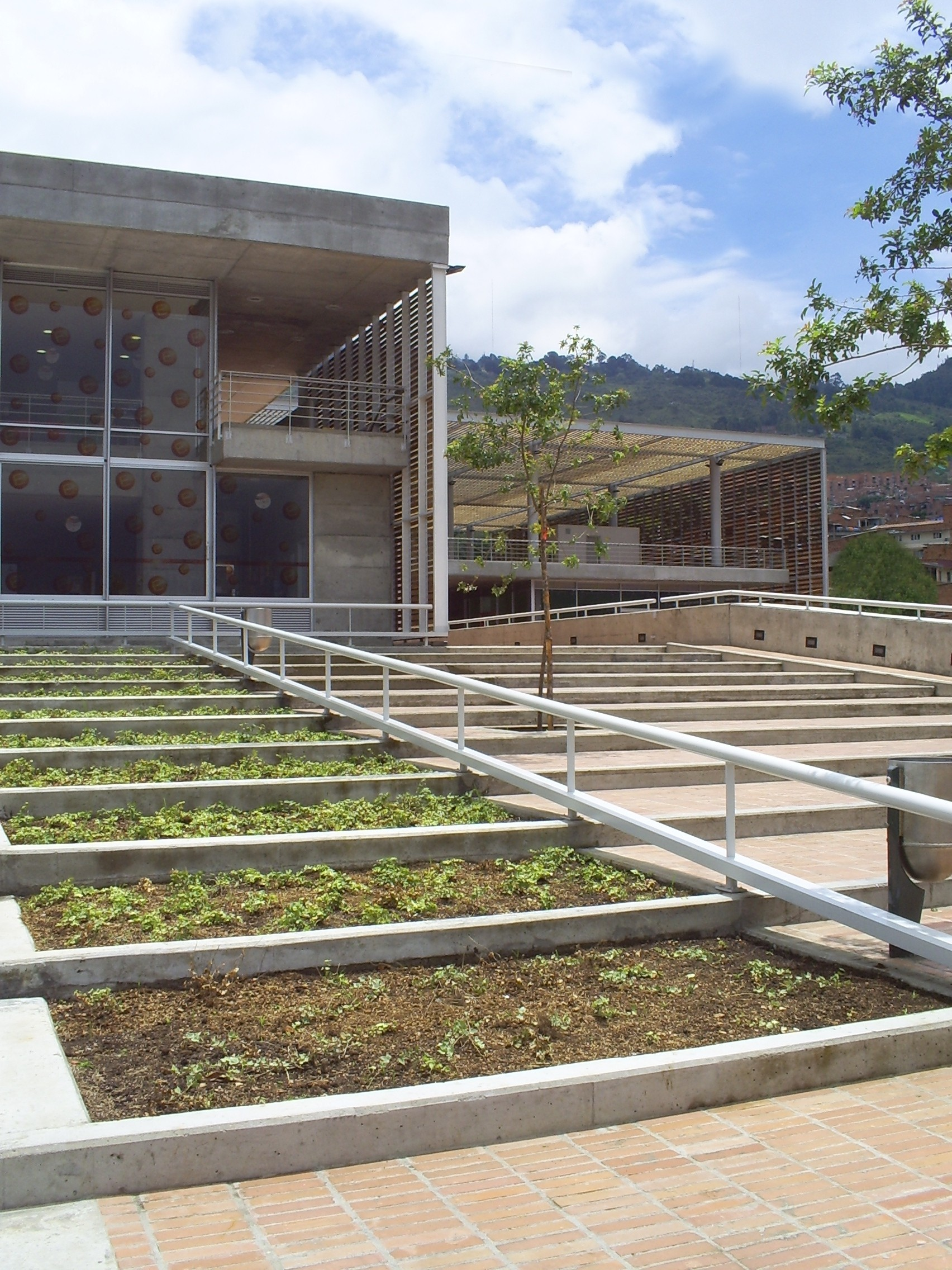
Biblioteca Tomás Carrasquilla.

- Ecoparque Cerro El Volador es el parque más grande de la ciudad de Medellín.
- Facultad de Minas de la Universidad Nacional de Colombia, cuenta con el Museo de Mineralogía (Museo de Geociencias) y murales del Maestro Pedro Nel Gómez.
- Parque Biblioteca Tomás Carrasquilla.

Sitio Web: https://bibliotecasmedellin.gov.co/blog/parque-biblioteca-tomas-carrasquilla-la-quintana/
El Parque Biblioteca Tomás Carrasquilla, también conocido como La Quintana, es uno de los espacios culturales disponibles para los habitantes de la comuna 7. La biblioteca fue diseñada por Ricardo La Rotta Caballero y su nombre es un homenaje a uno de los escritores antioqueños más destacados.
Este espacio ha contribuido al desarrollo de Medellín y el barrio Robledo ofreciendo a sus habitantes acceso a salas de lectura para niños y adultos, salas de exposiciones, salones aula taller, auditorio y zonas de encuentro al aire libre. Su estructura moderna, además, funciona como mirador de Medellín.
- Iglesia de Nuestra Señora de los Dolores de Robledo, Patrimonio Nacional